# Karel Mauser
Karel Mauser, slovenski pesnik in pisatelj, * 11. avgust 1918, Bled, † 21. januar 1977, Cleveland, ZDA.

## Življenjepis
Karel Mauser je leta 1939 v Ljubljani pričel s študijem teologije, ki pa ga ni dokončal, saj je 1944 izstopil iz semenišča. Medtem je bil kot bolničarski strežnik posadke vaških straž zajet na turjaškem gradu ter odpeljan v kočevske zapore in v ujetništvo v Stično, od koder je pobegnil v Ljubljano in tam delal kot sourednik Slovenčeve knjižnice. Po dvakratnem izgonu iz domovine (konec leta 1945 in v začetku 1946) je preko koroških begunjskih taborišč leta 1950 odšel v ZDA in tam do 1976 delal v tovarni svedrov v Clevelandu.

## Literarno delo
Mauser je pričel prvo prozo in pesmi objavljati 1938 v listih Dom in svet, Mentor, Mlada setev in Vrtec, po izgnanstvu pa največ pri Mohorjevi družbi v Celovcu in Slovenski kulturni akciji v Buenos Airesu, pa tudi v zdomskem in izseljeniškem tisku v ZDA in Kanadi.
Tradicijo domačijske povesti je nadaljeval z zgodbami iz vaškega življenja z značilno čustveno poudarjenimi zgodbami in moralno opredeljenimi literarnimi osebami. Mauserjevi najboljši deli sta novela Sin mrtvega in roman Ljudje pod bičem. Obe deli se ukvarjata s tematiko 2. svetovne vojne in prvih let po njej. Ob zgodovinski podobi časa prikazujeta predvsem moralne in čustvene pretrese, ki spremljajo usode pripovednih oseb. Na tradicionalno slovensko prozo se Mauser navezuje tudi s temo duhovniškega poklica, ki je podana v drami Kaplan Klemen, ter z nedokončanim življenjepisem o škofu Frideriku Baragi Le eno je potrebno. Mauserjeva proza je prevedena v francoščino, nemščino in španščino.
France Pibernik je napisal o njem literarizirano biografijo Pisatelj Karel Mauser: biografska pripoved (Celovec: Mohorjeva, 2018)
V zbirki Zemlja sem in večnost je posmrtno izla pesniška zapuščina, ki vsebuje religiozno poezijo in razpoloženjske pesmi o naravi ter filozofsko-himnične in refleksivne pesmi.